# Синонимы (фильм)
«Синонимы» (ивр. מילים נרדפות‎, фр. Synonymes) — фильм израильского режиссёра Надава Лапида, получивший главную награду 69-го Берлинского кинофестиваля — «Золотого медведя». Совместное производство Франции, Израиля и Германии.

## Сюжет
Фильм повествует о Йоаве, молодом человеке, переселившемся в Париж из Израиля. Перебравшись в столицу Франции, он мечтает стать настоящим французом, полностью отказавшимся от иврита, истории родины и общения с семьёй. Оказавшись обворованным без личных вещей и документов в пустой и холодной съёмной квартире, Йоав чуть не погибает от переохлаждения, и надежды героя на спокойную жизнь рушатся. Однако он знакомится с состоятельным соседом Эмилем и его девушкой Каролиной.
Скучающего Эмиля интригует отчаянность, с которой Йоав хочет порвать все отношения с родиной, он искренне увлечён новым другом, Каролина также испытывает влечение к темпераментному израильтянину. Они стараются помочь герою финансово и дарят яркое пальто, в котором безработный Йоав блуждает по Парижу и зубрит синонимы французских слов. Однако в Европе нестабильная обстановка, Париж кипит от антисемитизма, теракты происходят в еврейских местах. Евреи Парижа ведут борьбу с ветряными мельницами, вступая в тайные бойцовские общества, или другими способами сходят с ума. Многие переезжают в Израиль.
Эмиль предлагает ему начать процедуру натурализации через вступление в брак с Каролиной, с которой Йоав уже пару раз вступал в близкие отношения. Но процесс натурализации и содержание курсов подготовки к сдаче экзамена на «французскость» выбивают Йоава из колеи, ему начинает претить всё французское, в том числе примат свободы слова, которую он начинает вольно интерпретировать и говорит людям неприятности прямо в лицо. В результате он собирается уехать назад в ненавидимый Израиль, но прощание с Эмилем перед отъездом не удаётся, так как тот не открывает Йоаву дверь.

## В ролях
- Том Мерсье — Йоав
- Кантен Дольмер — Эмиль
- Луиз Шевийот — Каролина
- Гаэль Раес — Юго
- Жонатан Будина — Орельен

## Съёмочная группа
- Надав Лапид — режиссёр
- Надав Лапид, Хаим Лапид — сценаристы
- Шай Гольдман — оператор
- Паскаль Консиньи — художник
- Саид бен Саид, Мишель Мерк, Оснат Хандельсман-Керен, Талия Кляйнхендлер, Джанин Джаковская, Джонас Дорнбах, Оливье Пер, Кевин Чнейвейсс, Марен Аде, Реми Бюра — продюсеры

## Награды
- «Золотой медведь» — главная награда 69-го Берлинского международного кинофестиваля (16 февраля 2019 года)
- Приз ФИПРЕССИ (Международная Ассоциация кинопрессы) (16 февраля 2019 года)

## Критика
Фильм получил в основном положительные оценки. На сайте Rotten Tomatoes у него 67 % положительных рецензий на основе 9 отзывов. Антон Долин писал: «Картина именно о том, как освободиться от этого контекста. Перестать быть израильтянином и евреем. Превратиться если не в настоящего француза, то в космополита, жителя одного из величайших городов на планете».